# Мартин Франц фон Йотинген-Балдерн
Мартин Франц фон Йотинген-Балдерн(на немски: Martin Franz von Oettingen-Baldern; * 28 август 1611; † 11 септември 1653 в Регенсбург) е граф на Йотинген-Балдерн (до Бопфинген) в Баден-Вюртемберг.
Той е големият син на граф Ернст I фон Йотинген-Балдерн (1584 – 1626) и съпругата му графиня Катарина фон Хелфенщайн-Визенщайг (1589 – 1638), дъщеря на граф Рудолф II фон Хелфенщайн-Визенщайг (1560 – 1601) и Анна Мария фон Щауфен († 1600). По-малкият му брат Фридрих Вилхелм Ернст (1618 – 1677) е граф на Йотинген в Катценщайн.
Той умира на 11 септември 1653 г. в Регенсбург на 42 години и е погребан в Кирххайм.

## Фамилия
Мартин Франц се жени 1629 г. за графиня Изабела Елеонора фон Хелфенщайн-Визенщайг († 22 март 1678), дъщеря на граф Рудолф III фон Хелфенщайн-Визенщайг (1585 – 1627) и графиня Елеонора фон Фюрстенберг (1585 – 1627). Те имат две деца:

- Мария Франциска (* 1 януари 1634 във Валерщайн; † 9 ноември 1686 в Аугсбург), омъжена на 12 юни 1653 г. за граф Крафт Адолф Ото фон Кронберг-Фалкенщайн (* 29 януари 1629; † 1692)
- Фердинанд Максимилиан (* 25 декември 1640; † 9 май 1687 в Паркщайн), граф на Йотинген-Балдерн, женен на 7 януари 1666 г. в Рейнфелс за графиня Кристина Сибила фон Золмс-Браунфелс-Грайфенщайн (* 23 март 1643; † 16 юли 1711 в Динкелсбюл)